# Estnische Fußballnationalmannschaft
Die estnische Fußballnationalmannschaft (estnisch Eesti jalgpallikoondis), geführt von der Eesti Jalgpalli Liit, kurz EJL, absolvierte ihr erstes Spiel im Jahre 1920. 1940 wurde Estland von der Sowjetunion annektiert, verlor die Unabhängigkeit und damit die Möglichkeit auf eine eigene Fußballnationalmannschaft. Nach Wiedergewinnung der Unabhängigkeit 1991 bestritt die Nationalmannschaft ihr erstes Spiel gegen Litauen im Baltic Cup am 15. November 1991. Ihr erstes von der FIFA anerkanntes Länderspiel absolvierten sie am 3. Juni 1992 gegen Slowenien mit einem 1:1-Unentschieden in Tallinn. Bis dato qualifizierte sich Estland weder für eine Europameisterschaft- noch eine Weltmeisterschaftsendrunde.

## Jüngere Geschichte
Die ersten Pflichtspiele nach der Unabhängigkeit bestritt Estland im Rahmen der Qualifikation zur WM 1994. In insgesamt zehn Spielen erreichte die Mannschaft lediglich ein Unentschieden in Malta und belegte den letzten Platz in der Gruppe. Ihr einziges Tor erzielten sie bei der 1:3-Niederlage in Schottland.
Bei der Qualifikation zur EM 1996 lief es nicht besser. Alle zehn Spiele wurden verloren. Darunter waren eine 1:7-Niederlage in Kroatien und eine 0:5-Niederlage in Litauen. Estland schoss nur drei Tore und kassierte 31.
Den ersten Pflichtspielsieg errang die estnische Nationalmannschaft in der Qualifikation zur WM 1998. Am 5. Oktober 1996 besiegte sie Belarus vor heimischer Kulisse mit 2:0. Nach einem weiteren Punktgewinn gegen Schottland belegte sie vor Belarus den fünften Platz in der Qualifikationsgruppe.
In der Qualifikation zur EM 2000 gelang der erste Pflichtspielauswärtssieg. Am 31. März 1999 siegte die Estnische Nationalmannschaft in Litauen mit 2:1. Es gelangen zwei weitere Siege gegen die Färöer, ein Unentschieden in Bosnien-Herzegowina sowie ein Unentschieden zu Hause gegen Schottland. In der Abschlusstabelle belegte Estland hinter den punktgleichen Teams aus Bosnien-Herzegowina und Litauen Platz fünf.
In der Qualifikation zur WM 2002 errang die estnische Nationalmannschaft zwei Siege. Sie bezwangen die Andorranische Fußballnationalmannschaft vor heimischem Publikum mit 2:0 und im Rückspiel in Andorra mit 2:1. Nach zwei weiteren Unentschieden gegen Zypern belegte Estland am Ende den vierten Platz in der Qualifikationsgruppe, vor Zypern und Andorra.
In der folgenden Qualifikation zur EM 2004 erreichte Estland erneut zwei Siege gegen Andorra. Zusätzlich erreichten sie jeweils ein 0:0 in Kroatien und zu Hause gegen Bulgarien. Mit acht Punkten belegten sie hinter Bulgarien, Kroatien und Belgien und vor Andorra den vierten Platz.
In der Qualifikation zur WM 2006 erreicht Estland sein bisher bestes Ergebnis. Fünf Siege standen zwei Unentschieden und fünf Niederlagen gegenüber. Estland belegte in der Abschlusstabelle der Qualifikationsgruppe den vierten Platz, vor Lettland, Liechtenstein und Luxemburg.
Rekordnationalspieler ist Konstantin Vassiljev mit 158 Einsätzen. Neben ihm haben noch 13 weitere Esten mehr als 100 Einsätze in der Nationalmannschaft vorzuweisen. Nur fünf Mannschaften, davon drei in Asien und zwei in Nord- und Mittelamerika, haben mehr Hunderter.
Im September 2011 erreichte Estland mit Platz 58 die bisher beste Platzierung in der FIFA-Weltrangliste. In der Qualifikation zur Europameisterschaft 2012 erreichte Estland als Gruppenzweiter der Gruppe C die Relegationsspiele. Dort unterlag man Irland.
Am 5. Juni 2012 spielte Estland in Le Mans ein Freundschaftsspiel gegen Frankreich, welches man 0:4 verlor. Mit diesem Spiel, dem ersten gegen Frankreich, war Estland bis zur Aufnahme von Gibraltar in die UEFA die erste Mannschaft der UEFA, die gegen alle anderen aktuell von der UEFA anerkannten Nationalmannschaften mindestens ein Spiel bestritten hatte. Am 5. März 2014 folgte das Spiel gegen Gibraltar. Ebenfalls gegen Gibraltar feierte Estland am 7. Oktober 2017 mit einem 6:0-Auswärtssieg beim WM-Qualifikationsspiel den höchsten Pflichtspielsieg der Länderspielgeschichte des Landes. Nun fehlt nur noch ein Spiel gegen das ebenfalls 2016 von der FIFA aufgenommene Kosovo.

## Aktueller Kader
Folgende Spieler stehen im Kader für die Spiele in der UEFA Nations League im Juni 2022.
| Nr.                    | Spieler              | Verein                     | Geburtsdatum  | Länderspiele | Länderspieltore | Debüt         | Letzter Einsatz |     |     |
| Tor                    | Tor                  | Tor                        | Tor           | Tor          | Tor             | Tor           | Tor             | Tor | Tor |
| ---------------------- | -------------------- | -------------------------- | ------------- | ------------ | --------------- | ------------- | --------------- | --- | --- |
|                        | Karl Jakob Hein      | FC Arsenal                 | 13. Apr. 2002 | 012          | 0               | 5. Sep. 2020  | 11. Okt. 2021   |     |     |
| 22                     | Matvei Igonen        | Podbeskidzie Bielsko-Biała | 2. Okt. 1996  | 012          | 0               | 23. Nov. 2017 | 29. März 2022   |     |     |
|                        | Karl Andre Vallner   | FC Levadia Tallinn         | 28. Feb. 1998 | 000          | 0               |               |                 |     |     |
| Abwehr                 |                      |                            |               |              |                 |               |                 |     |     |
|                        | Ken Kallaste         | FC Flora Tallinn           | 31. Aug. 1988 | 049          | 0               | 8. Nov. 2012  | 11. Okt. 2021   |     |     |
| 0                      | Märten Kuusk         | Újpest Budapest            | 5. Apr. 1996  | 017          | 0               | 15. Jan. 2019 | 16. Nov. 2021   |     |     |
|                        | Michael Lilander     | FC Flora Tallinn           | 20. Juni 1997 | 013          | 0               | 23. Nov. 2019 | 8. Sep. 2021    |     |     |
| 06                     | Marco Lukka          | FC Flora Tallinn           | 4. Dez. 1996  | 003          | 0               | 5. Sep. 2021  | 29. März 2022   |     |     |
| 18                     | Karol Mets           | FC Zürich                  | 16. Mai 1993  | 077          | 0               | 19. Nov. 2013 | 29. März 2022   |     |     |
| 02                     | Maksim Paskotši      | Tottenham Hotspur          | 19. Jan. 2003 | 012          | 0               | 24. März 2021 | 24. März 2022   |     |     |
|                        | Rasmus Peetson       | FC Levadia Tallinn         | 3. Mai 1995   | 002          | 0               | 11. Jan. 2019 | 15. Jan. 2019   |     |     |
| 0                      | Artur Pikk           | FC Levadia Tallinn         | 5. März 1993  | 047          | 01              | 7. Juni 2014  | 11. Okt. 2021   |     |     |
| 03                     | Henrik Pürg          | FC Flora Tallinn           | 3. Juni 1996  | 007          | 0               | 11. Jan. 2019 | 10. Juni 2021   |     |     |
| 07                     | Sander Puri          | JK Tammeka Tartu           | 7. Mai 1988   | 090          | 04              | 30. Mai 2008  | 29. März 2022   |     |     |
| 16                     | Joonas Tamm          | FC Flora Tallinn           | 2. Feb. 1992  | 048          | 03              | 20. Juni 2011 | 29. März 2022   |     |     |
|                        | Taijo Teniste        | JK Tammeka Tartu           | 31. Jan. 1988 | 088          | 0               | 9. Nov. 2007  | 13. Nov. 2021   |     |     |
| Mittelfeld und Angriff |                      |                            |               |              |                 |               |                 |     |     |
| 0                      | Rauno Alliku         | FC Flora Tallinn           | 2. März 1990  | 010          | 0               | 18. Dez. 2010 | 27. März 2021   |     |     |
| 08                     | Henri Anier          | Muangthong United          | 17. Dez. 1990 | 079          | 017             | 20. Juni 2011 | 29. März 2022   |     |     |
| 04                     | Mattias Käit         | Rapid Bukarest             | 29. Juni 1998 | 040          | 08              | 6. Jan. 2016  | 24. März 2022   |     |     |
| 19                     | Robert Kirss         | FC Levadia Tallinn         | 3. Sep. 1994  | 009          | 0               | 11. Jan. 2019 | 29. März 2022   |     |     |
| 05                     | Vladislav Kreida     | Skövde AIK                 | 25. Sep. 1999 | 020          | 0               | 11. Juni 2019 | 29. März 2022   |     |     |
| 21                     | Martin Miller        | FC Flora Tallinn           | 25. Sep. 1997 | 013          | 01              | 23. Nov. 2016 | 18. Nov. 2020   |     |     |
|                        | Markus Poom          | FC Flora Tallinn           | 27. Feb. 1999 | 012          | 0               | 11. Jan. 2019 | 16. Nov. 2021   |     |     |
| 0                      | Rocco Robert Shein   | FC Utrecht                 | 14. Juli 2003 | 000          | 0               |               |                 |     |     |
| 23                     | Vlasiy Sinyavskiy    | 1. FC Slovácko             | 27. Nov. 1996 | 016          | 0               | 8. Juni 2019  | 29. März 2022   |     |     |
| 13                     | Markus Soomets       | FC Flora Tallinn           | 2. März 2000  | 005          | 0               | 11. Nov. 2020 | 13. Nov. 2021   |     |     |
| 09                     | Erik Sorga           | IFK Göteborg               | 8. Juli 1999  | 017          | 04              | 8. Juni 2019  | 29. März 2022   |     |     |
| 14                     | Konstantin Vassiljev | FC Flora Tallinn           | 16. Aug. 1984 | 139          | 25              | 31. Mai 2006  | 29. März 2022   |     |     |
| 10                     | Sergei Zenjov        | FC Flora Tallinn           | 20. Apr. 1989 | 095          | 14              | 20. Aug. 2008 | 29. März 2022   |     |     |

## Weltmeisterschafts-Teilnahmen
- 1930 – Nicht teilgenommen.
- 1934 – Nicht qualifiziert.
- 1938 – Nicht qualifiziert.
- 1950 bis 1990 – Nicht teilgenommen, war Teil der Fußballnationalmannschaft der UdSSR.
- 1994 bis 2022 – Nicht qualifiziert.

## Europameisterschafts-Teilnahmen
- 1960 bis 1992 – Nicht teilgenommen, war Teil der Fußballnationalmannschaft der UdSSR.
- 1996 bis 2008 – Nicht qualifiziert.
- 2012 – Nicht qualifiziert – In den Playoff-Spielen der Gruppenzweiten an Irland gescheitert
- 2016 bis 2024 – Nicht qualifiziert

## Teilnahme an den Olympischen Sommerspielen für Amateurmannschaften (1-mal)
| 1908 in London       | nicht teilgenommen                 |
| 1912 in Stockholm    | nicht teilgenommen                 |
| 1920 in Antwerpen    | nicht teilgenommen                 |
| 1924 in Paris        | Qualifikation                      |
| 1928 in Amsterdam    | nicht teilgenommen                 |
| 1936 in Berlin       | nicht teilgenommen                 |
| 1948 in London       | nicht teilgenommen, Teil der UdSSR |
| 1952 in Helsinki     | nicht teilgenommen, Teil der UdSSR |
| 1956 in Melbourne    | nicht teilgenommen, Teil der UdSSR |
| 1960 in Rom          | nicht teilgenommen, Teil der UdSSR |
| 1964 in Tokio        | nicht teilgenommen, Teil der UdSSR |
| 1968 in Mexiko-Stadt | nicht teilgenommen, Teil der UdSSR |
| 1972 in München      | nicht teilgenommen, Teil der UdSSR |
| 1976 in Montreal     | nicht teilgenommen, Teil der UdSSR |
| 1980 in Moskau       | nicht teilgenommen, Teil der UdSSR |

## UEFA Nations League
- 2018/19: Liga C, 4. Platz mit 1 Sieg, 1 Remis und 4 Niederlagen
- 2020/21: Liga C, 4. Platz mit 3 Remis und 3 Niederlagen
- 2022/23: Liga D, 1. Platz mit 4 Siegen
- 2024/25: Liga C

## Rekordspieler

### Einsätze
| Spieler              | Mitglied der Mannschaft | Teilnahmen (Tore) |
| -------------------- | ----------------------- | ----------------- |
| Konstantin Vassiljev | 2006 bis 2024           | 158 (26)          |
| Martin Reim          | 1992 bis 2007           | 157 (14)          |
| Marko Kristal        | 1991 bis 2005           | 143 0(9)          |
| Andres Oper          | 1995 bis 2013           | 134 (38)          |
| Ragnar Klavan        | 2003 bis 2019, 2022     | 130 0(3)          |
| Enar Jääger          | 2002 bis 2017           | 126 0(0)          |
| Mart Poom            | 1991 bis 2008           | 120 0(0)          |
| Dmitri Kruglov       | 2004 bis 2019           | 115 0(4)          |
| Kristen Viikmäe      | 1997 bis 2013           | 115 (15)          |
| Raio Piiroja         | 1998 bis 2015           | 114 0(8)          |
| Sergei Zenjov        | seit 2008               | 114 (17)          |
| Joel Lindpere        | 1999 bis 2016           | 107 0(7)          |
| Aleksandr Dmitrijev  | 2004 bis 2018           | 107 0(0)          |
| Indrek Zelinski      | 1994 bis 2010           | 103 (27)          |
| Henri Anier          | seit 2011               | 100 (23)          |
| Karol Mets           | seit 2013               | 100 0(0)          |
| Taijo Teniste        | seit 2007               | 099 0(1)          |
| Sergei Terehhov      | 1997 bis 2007           | 094 0(5)          |
| Sander Puri          | 2008 bis 2022           | 092 0(4)          |
| Andrei Stepanov      | 1999 bis 2012           | 089 0(1)          |
| Marek Lemsalu        | 1991 bis 2004           | 086 0(3)          |
| Tarmo Kink           | 2004 bis 2014           | 082 0(6)          |
| Urmas Kirs           | 1991 bis 2000           | 080 0(5)          |
| Taavi Rähn           | 2001 bis 2014           | 074 0(0)          |
| Teet Allas           | 1997 bis 2007           | 073 0(2)          |
| Viktor Alonen        | 1992 bis 2001           | 071 0(0)          |

- Stand: 25. März 2025 (fett gedruckte Spieler sind noch aktiv)
- Quelle: A-koondis-Statistika

### Tore
| Spieler              | Mitglied der Mannschaft | Tore (Spiele) |
| -------------------- | ----------------------- | ------------- |
| Andres Oper          | 1995 bis 2013           | 38 (134)      |
| Indrek Zelinski      | 1994 bis 2007           | 27 (103)      |
| Konstantin Vassiljev | seit 2006               | 26 (158)      |
| Henri Anier          | seit 2011               | 23 (100)      |
| Eduard Ellman-Eelma  | 1921 bis 1935           | 21 (60)       |
| Richard Kuremaa      | 1933 bis 1940           | 19 (42)       |
| Sergei Zenjov        | seit 2008               | 17 (114)      |
| Arnold Pihlak        | 1920 bis 1931           | 16 (44)       |
| Kristen Viikmäe      | 1997 bis 2009           | 15 (115)      |
| Martin Reim          | 1992 bis 2009           | 14 (157)      |
| Georg Siimenson      | 1932 bis 1939           | 13 (42)       |
| Rauno Sappinen       | seit 2015               | 13 (56)       |

Stand: 25. März 2025

## Länderspiele gegen deutschsprachige Nationalmannschaften

### Spiele gegen diedeutsche Fußballnationalmannschaft
|    | Datum              | Ort        | Heimmannschaft  | Resultat | Gastmannschaft  |
| -- | ------------------ | ---------- | --------------- | -------- | --------------- |
| 1. | 15. September 1935 | Stettin    | Deutsches Reich | 5:0      | Estland         |
| 2. | 29. August 1937    | Königsberg | Deutsches Reich | 4:1      | Estland         |
| 3. | 29. Juni 1939      | Tallinn    | Estland         | 0:2      | Deutsches Reich |
| 4. | 11. Juni 2019      | Mainz      | Deutschland     | 8:0      | Estland         |
| 5. | 13. Oktober 2019   | Tallinn    | Estland         | 0:3      | Deutschland     |

### Spiele gegen dieliechtensteinische Fussballnationalmannschaft
|    | Datum             | Ort     | Heimmannschaft | Resultat | Gastmannschaft |
| -- | ----------------- | ------- | -------------- | -------- | -------------- |
| 1. | 27. Oktober 1993  | Balzers | Liechtenstein  | 0:2      | Estland        |
| 2. | 18. August 2004   | Vaduz   | Liechtenstein  | 1:2      | Estland        |
| 3. | 4. Juni 2005      | Tallinn | Estland        | 2:0      | Liechtenstein  |
| 4. | 17. November 2010 | Tallinn | Estland        | 1:1      | Liechtenstein  |
| 5. | 19. November 2013 | Vaduz   | Liechtenstein  | 0:3      | Estland        |

### Spiele gegen dieluxemburgische Fußballnationalmannschaft
|    | Datum             | Ort       | Heimmannschaft | Resultat | Gastmannschaft |
| -- | ----------------- | --------- | -------------- | -------- | -------------- |
| 1. | 26. April 2000    | Luxemburg | Luxemburg      | 1:1      | Estland        |
| 2. | 4. September 2004 | Tallinn   | Estland        | 4:0      | Luxemburg      |
| 3. | 12. Oktober 2005  | Luxemburg | Luxemburg      | 0:2      | Estland        |

### Spiele gegen dieösterreichische Fußballnationalmannschaft
|    | Datum             | Ort     | Heimmannschaft | Resultat | Gastmannschaft |
| -- | ----------------- | ------- | -------------- | -------- | -------------- |
| 1. | 30. April 1997    | Wien    | Österreich     | 2:0      | Estland        |
| 2. | 20. August 1997   | Tallinn | Estland        | 0:3      | Österreich     |
| 3. | 27. März 2023     | Linz    | Österreich     | 2:1      | Estland        |
| 4. | 16. November 2023 | Tallinn | Estland        | 0:2      | Österreich     |

### Spiele gegen dieSchweizer Fussballnationalmannschaft
|    | Datum             | Ort     | Heimmannschaft | Resultat | Gastmannschaft |
| -- | ----------------- | ------- | -------------- | -------- | -------------- |
| 1. | 16. August 1992   | Tallinn | Estland        | 0:6      | Schweiz        |
| 2. | 17. November 1993 | Zürich  | Schweiz        | 4:0      | Estland        |
| 3. | 27. März 2015     | Luzern  | Schweiz        | 3:0      | Estland        |
| 4. | 12. Oktober 2015  | Tallinn | Estland        | 0:1      | Schweiz        |
| 5. | 4. Juni 2024      | Luzern  | Schweiz        | 4:0      | Estland        |

## Trainer
- Fritz Kerr (1925–1926)
- Antal Mally (1927)
- Fritz Kerr (1930–1932)
- Antal Mally (1935)
- Bernhard Rein (1937–1938)
- Elmar Saar (1939)
- Uno Piir (1991–1993)
- Roman Ubakivi (1994–1995)
- Teitur Thórdarson (1996–1999)
- Tarmo Rüütli (1999–2000)
- Arno Pijpers (2000–2005)
- Jelle Goes (2005–2007)
- Viggo Jensen (2007)
- Tarmo Rüütli (2008–2013)
- Magnus Pehrsson (2013–2016)
- Martin Reim (2016–2019)
- Karel Voolaid (2019–2021)
- Thomas Häberli (2021–2024)
- Jürgen Henn (seit 2024)